# Rune Lund
Rune Lund (nascido em 30 de outubro de 1976, em Copenhaga) é um político dinamarquês, membro do Folketing pelo partido político da Aliança Vermelha e Verde. Ele foi eleito nas eleições legislativas dinamarquesas de 2015, e anteriormente sentou-se no parlamento de 2005 a 2007.

## Carreira política
Lund foi eleito pela primeira vez para o parlamento nas eleições de 2005. Ele não foi reeleito em 2007, mas recebeu votos suficientes para se tornar no principal substituto da Aliança Vermelha e Verde no eleitorado de Fyn. Na eleição de 2015 ele recebeu apenas 530 votos, mas a Aliança Vermelha e Verde recebeu votos gerais suficientes para várias cadeiras niveladoras, uma das quais foi para Lund. Ele foi reeleito nas eleições legislativas dinamarquesas de 2019 com 1.157 votos, o que foi suficiente para um assento direto no parlamento.